# Aiguille du Plat de la Selle
L'Aiguille du Plat de la Selle (3.596 m s.l.m.) è una montagna della Catena Meije-Râteau-Soreiller nel Massiccio degli Écrins. Si trova nel dipartimento francese dell'Isère.
Costituisce la massima elevazione del Massiccio del Soreiller.

## Salita alla vetta

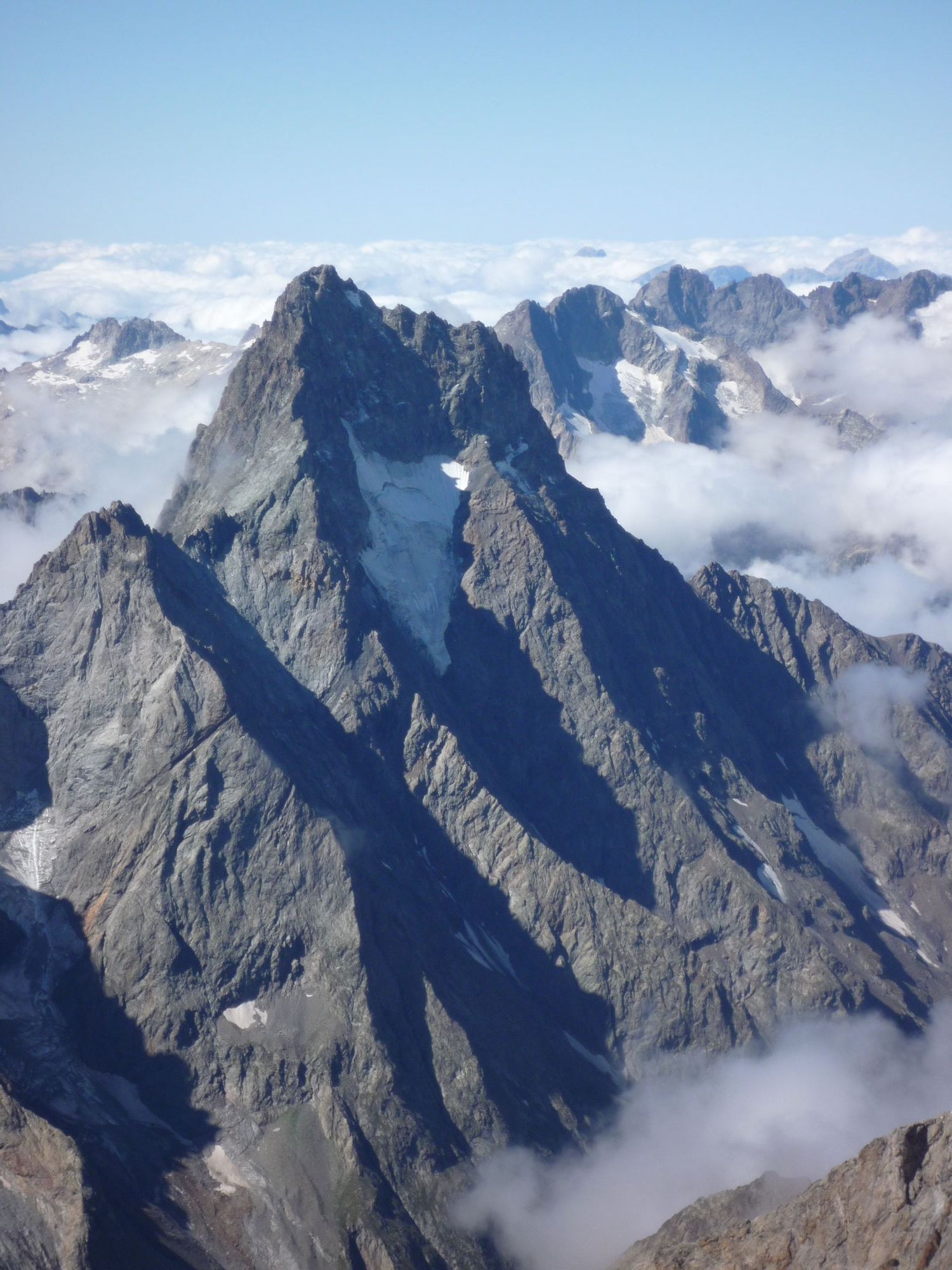
Il versante nord-ovest della montagna.

La prima ascensione risale al 28 giugno 1876 ad opera di Henri Cordier con Jakob Anderegg e Andreas Maurer.
La via normale di salita inizia dal Refuge du Soreiller e percorre il versante sud-est.